# Higromicină B
Higromicina B este un antibiotic din clasa aminociclitolilor, fiind utilizat în tratamentul unor infecții bacteriene, fungice și helmintice. Compusul este aprobat și pentru uz veterinar. Este produs de bacteria Streptomyces hygroscopicus. Mecanismul de acțiune este prin inhibarea sintezei proteice.